# Iara Bernardi
Iara Bernardi (Sorocaba, 2 de junho de 1952) é uma professora e política brasileira, filiada ao Partido dos Trabalhadores (PT). Filha de Antônio Bernardi e Israelina Machado. Foi deputada federal por São Paulo por três mandatos. É a primeira mulher a tomar posse na Câmara Municipal de Sorocaba, junto a vereadora Diva Prestes, na primeira eleição em que o recém-criado Partido dos Trabalhadores participou. Também teve a maior votação obtida por uma candidata do PT no ano de 1982. 
É autora de leis federais importantes na área de proteção à mulher, como a criminalização do assédio sexual; a inclusão da violência doméstica no Código Penal; a Lei do Minuto Seguinte; além de ser responsável pela revogação da Lei da Mulher Honesta. Também participou da elaboração da Lei Maria da Penha.
Alida LGBTQIA+, foi a primeira parlamentar federal a propor a crimanização da homofobia, em 2001, tendo o PL aprovado na Câmara dos Deputados, em 2005, mas barrado no Senado Federal pela bancada religiosa.
Na área da educação, destaca-se por seu trabalho na implantação da Universidade Federal de São Carlos (UFSCar) e do Instituto Federal (IFSP) em Sorocaba, beneficiando a cidade e região. Também foi relatora do Fundeb e integrou a comissão especial que discutiu e aprovou o Plano Nacional de Educação (PNE).
Atualmente, está no seu 6º mandato de vereadora em Sorocaba.

## Trajetória
Estudou Ciências na Faculdade de Filosofia, Ciências e Letras Nossa Senhora do Patrocínio, em Itu, SP. Tem Especialização em Genética Humana e Oceanografia Biológica e pós-Graduação em Biologia através da mesma instituição, é mestre em Diversidade Biológica e Conservação pela Universidade Federal de São Carlos (UFSCar). Foi professora Efetiva da Secretaria da Educação do Estado de São Paulo, atuando em Sorocaba e em diversas cidades da região. Foi Conselheira Estadual da Associação dos Professores do Ensino Oficial do Estado de São Paulo - APEOESP entre 1977-1998. Em Sorocaba foi Vice-Presidente do Conselho Municipal dos Direitos da Mulher e Conselheira do Conselho Municipal dos Direitos da Criança e do Adolescente.
Entre as atividades partidárias no Partido dos Trabalhadores, PT foi Vice-Presidente do Diretório Municipal em Sorocaba, SP; Membro, Diretório Estadual, SP; Vice-Líder do PT, 2000-2002 e 2004-; Vice-Presidente Diretório Nacional; Membro, Diretório Nacional; Vice-Líder, 2005-02/05/2006.
Na câmara dos deputados, é autora do Projeto de Lei 122/2006, que visa criminalizar a homofobia no país.
Eleita vereadora de Sorocaba em 1982, se reelegeu em 1988 e em 1992. Em 1996, foi candidata a prefeita da cidade, onde obteve 43.659 votos (21,75% dos votos), não estando apta ao segundo turno. Em 1998, foi eleita deputada federal com 51.218 votos, sendo 34.663 votos em Sorocaba, a segunda candidata mais votada da cidade. Reelegeu-se em 2002 com expressivos 166.138 votos, sendo a candidata mais votada na cidade com 88.535 votos em Sorocaba (33,9% dos votos válidos). É a deputada federal mulher mais votada da história de Sorocaba. Nestas eleições Iara foi a segunda mulher mais votada do estado de São Paulo, depois de Luiza Erundina. Em 2006, tentou se reeleger para um terceiro mandato, onde obteve 77.037 votos no estado e 36.721 votos em Sorocaba (12,86% dos votos válidos), ficando como suplente pelo PT. Nas eleições de 2010, obteve 73.517 votos no estado e 38.507 votos na cidade de Sorocaba (12,57% dos votos válidos), ficando novamente como suplente. Nas eleições municipais de 2012, foi candidata a prefeita de sua cidade natal pela segunda vez. Em maio do mesmo ano, enquanto ainda era pré-candidata a prefeita, Bernardi descobriu um câncer de mama e iniciou o tratamento de quimioterapia. Iara recebeu 34.288 votos, ficando na quarta posição. No segundo turno apoiou Renato Amary.
Em fevereiro de 2014, assumiu a vaga de João Paulo Cunha, condenado do Mensalão, na Câmara dos Deputados, onde ficou até o início de 2015. Já nas eleições de 2014, foi candidata a deputada estadual pela primeira vez. Recebeu 36.729 votos,  sendo 17.324 votos em Sorocaba, ficando como suplente. Na Eleição municipal de Sorocaba em 2016, foi eleita vereadora para o quarto mandato, com 4.364 votos,sendo reeleita em 2020 novamente. 
Atualmente, está no seu sexto mandato como vereadora em Sorocaba, sendo reeleita nas eleições municipais de 2024, com 5.828 votos.

## Desempenho em eleições
| Ano  | Eleição               | Coligação                 | Partido | Candidata a       | Votos         | Votos em Sorocaba            | Resultado  |
| ---- | --------------------- | ------------------------- | ------- | ----------------- | ------------- | ---------------------------- | ---------- |
| 1982 | Municipal de Sorocaba | PT                        | PT      | Vereadora         | —             | 1.534 (13ª)                  | Eleita     |
| 1988 | Municipal de Sorocaba | PT                        | PT      | Vereadora         | —             | 1.736 (7ª)                   | Eleita     |
| 1992 | Municipal de Sorocaba | PT                        | PT      | Vereadora         | —             | 1.491 (6ª)                   | Eleita     |
| 1996 | Municipal de Sorocaba | PT                        | PT      | Prefeita          | —             | 43.659 (3ª - primeiro turno) | Não Eleita |
| 1998 | Estadual de São Paulo | PT, PCB, PPS, PMN, PCdoB  | PT      | Deputada Federal  | 51.218 (85ª)  | 34.663 (2ª)                  | Eleita     |
| 2002 | Estadual de São Paulo | PT, PCB, PCdoB            | PT      | Deputada Federal  | 166.138 (19ª) | 88.535 (1ª)                  | Eleita     |
| 2006 | Estadual de São Paulo | PT, PCdoB                 | PT      | Deputada Federal  | 77.037 (75ª)  | 36.721 (2ª)                  | Suplente   |
| 2010 | Estadual de São Paulo | PRB, PT, PR, PCdoB, PTdoB | PT      | Deputada Federal  | 73.517 (87ª)  | 38.507 (2ª)                  | Suplente   |
| 2012 | Municipal de Sorocaba | PT, PSL                   | PT      | Prefeita          | —             | 34.288 (4ª - primeiro turno) | Não Eleita |
| 2014 | Estadual de São Paulo | PT, PR, PCdoB             | PT      | Deputada Estadual | 36.729 (135ª) | 17.324 (4ª)                  | Suplente   |
| 2016 | Municipal de Sorocaba | PT                        | PT      | Vereadora         | —             | 4.364 (9ª)                   | Eleita     |
| 2020 | Municipal de Sorocaba | PT                        | PT      | Vereadora         | —             | 5.525 (2ª)                   | Eleita     |
| 2022 | Estadual de São Paulo | PT, PCdoB, Partido Verde  | PT      | Deputada Federal  | 45.136 (147ª) | 26.369 (3ª)                  | Suplente   |
| 2024 | Municipal de Sorocaba | PT                        | PT      | Vereadora         | 5.828 (9ª)    | 5.828 (9ª)                   | Eleita     |